# Pristimantis peraticus
Pristimantis peraticus es una especie de anfibio anuro de la familia Craugastoridae.

## Distribución
Esta especie es endémica del lado occidental de la Cordillera Central en Colombia. Habita entre los 2 850 y 3 460 m sobre el nivel del mar en los departamentos de Valle del Cauca y Tolima.

## Descripción
Los machos miden de 15.3 a 18.3 mm y las hembras de 20.7 a 26.0 mm.

## Publicación original
- Lynch, 1980 : New species of Eleutherodactylus of Colombia (Amphibia: Leptodactylidae). 1. Five new species from the Paramos of the Cordillera Central. Caldasia, Bogotá, vol. 13, n.º 61, p. 165-188[5]